# Francisco Lourido
Francisco José Lourido Muñoz (Cali, Valle del Cauca, 22 de julio de 1952) es un agrónomo, líder gremial de este sector en Colombia que empezó a desarrollar su faceta política cuando fue designado Gobernador encargado del Valle del Cauca tras la destitución del Exgobernador Juan Carlos Abadía.

## Biografía
Nació y creció en Cali, capital del Valle del Cauca, es esposo de la médica genetista Carolina Isaza de Lourido y padre del doctor en Microbiología y Arte Sebastián Lourido Isaza. Hijo de una familia agricultora vallecaucana, estudió bachillerato en el colegio Berchmans de Cali y cursó sus estudios de pregrado en la Escuela Agrícola Panamericana (una de las mejores instituciones del mundo en preparación para el agro) obteniendo el título de Agrónomo. Estudios posteriores los desarrolló en Instituto Colombiano de Estudios Superiores de INCOLDA, hoy Universidad Icesi en Gerencia Financiera, en la Universidad del Valle cursó un Diplomado en Mercadeo.
Su desempeño profesional y laboral siempre lo ha desarrollado en el sector agrícola y gerencial 1976-2009. Fue Gobernador del Valle nombrado por el expresidente Juan Manuel Santos en los años 2010- 2011. Se desempeñó como asesor de la Sociedad de Agricultores y Ganaderos del Valle en los años 2012-2013 y fue nombrado Presidente Ejecutivo de esta para los años 2014 al 2018 cuando renunció para aspirar al primer cargo del departamento como Gobernador del departamento Del Valle del Cauca para periodo 2020/2023. También ha pertenecido a las juntas directivas de diversas agremiaciones vallecaucanas como la de cultivadores de Asocaña, siendo Presidente de la Junta directiva, Comité Intergremial y empresarial del Valle del Cauca, siendo también Presidente de su Junta, fue miembro de la junta de Cámara de Comercio de Cali, Miembro de Junta de Vallenpaz, Asociación de Algodoneros, Asohofrucol, INCODER, miembro del Bloque Parlamentario en representación de la SAG Valle, entre otras.
Francisco José Lourido ha tenido varios reconocimientos en el ámbito nacional y regional entre los que se encuentra la más reciente, La Orden al Mérito Agrícola entregada en el mes de noviembre de 2018 por parte de la junta directiva de la Sociedad de Agricultores de Colombia, en presencia del actual Ministro de Agricultura Andrés Valencia Pinzón.